# 陳寶璐
陈宝璐（1858年—1913年），字敬果，号叔毅，又号韧庵，福建省福州府閩縣（今福州市）人。清末官員、学者。

## 生平
陈宝璐为陈宝琛二弟。光绪十六年（1891年）中进士。同年五月，改翰林院庶吉士。光緒十八年五月，散館，著以刑部主事部属用。，不久引归，专注学术，不复为官。有《艺兰室文存》、《陈刑部杂文》。